# جون ماركيز ديفيدسون
جون ماركيز ديفيدسون (باليابانية: ディビッドソン純マーカス) (7 يونيو 1983 في طوكيو في اليابان – )؛ هو لاعب كرة قدم ياباني سابق كان يلعب كلاعب وسط.

## وصلات خارجية
- جون ماركيز ديفيدسون على موقع رابطة كرة القدم اليابانية للمحترفين (اليابانية)
- جون ماركيز ديفيدسون على موقع الدوري الأمريكي (الإنجليزية)
- جون ماركيز ديفيدسون على موقع إي إس بي إن إف سي (الإنجليزية)
- جون ماركيز ديفيدسون على موقع قاعدة بيانات كرة القدم.إي يو (الإنجليزية)
- جون ماركيز ديفيدسون على موقع Soccerway.com (الإنجليزية)
- جون ماركيز ديفيدسون على موقع عالم كرة القدم.نت (الإنجليزية)
- جون ماركيز ديفيدسون على موقع كووورة